# Schitul rupestru „Peștera lui Bechir”
Schitul rupestru „Peștera lui Bechir” este un schit rupestru amplasat pe stânca abruptă din stânga (nord) a Râpei Bechir (Bechirov Iar), la sud de orașul Soroca, ocolul silvic Soroca, Zastânca II, parcela 24. Este un monument istoric de importanță națională inclus în Registrul monumentelor Republicii Moldova ocrotite de stat cu nr. 2820.1 (raionul Soroca). Datează din sec. XVIII-XIX.